# Söderköping
Söderköping es una localidad y la sede del municipio de Söderköping, condado de Östergötland, Suecia, tenía 6.992 habitantes en 2010.  A pesar de su escasa población, Söderköping, por razones históricas, se sigue denominando ciudad. Sin embargo, las estadísticas suecas sólo cuentan como ciudades las localidades con más de 10.000 habitantes. Söderköping está a unos 15 km al sureste de la ciudad de Norrköping.

## Historia

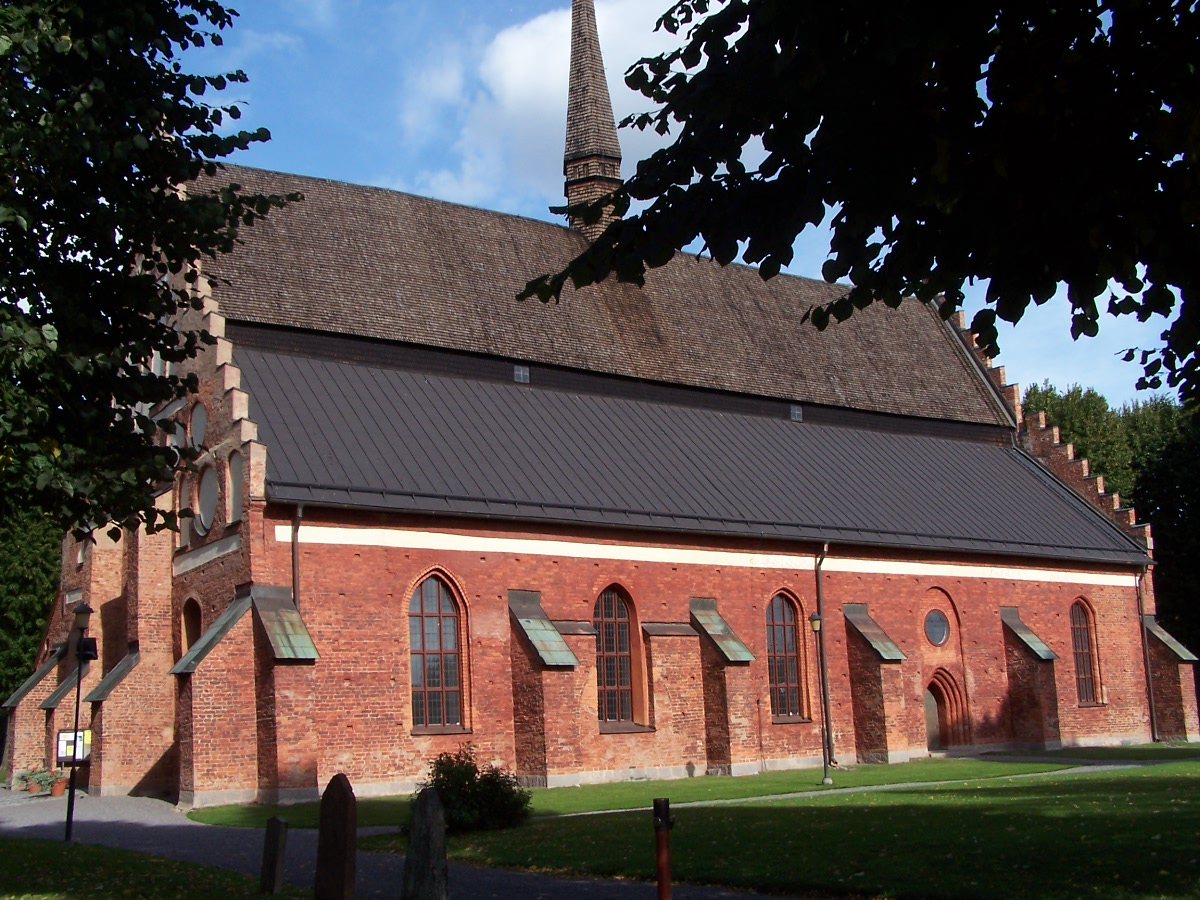
La Iglesia de San Lorenzo es una de las dos iglesias medievales que quedan en Söderköping y fue escenario de dos coronaciones reales durante la Edad Media.

Segismundo III Vasa se convirtió en rey tanto de Suecia como de la Mancomunidad polaco-lituana en una unión personal tras su elección al trono sueco en 1592 en medio de mucha controversia y luchas religiosas. La reforma protestante y la contrarreforma católica estaban en pleno apogeo y enfrentadas  en toda Europa en esa época. Posteriormente, en 1593, firmó un acuerdo para garantizar la libertad religiosa a la mayoría protestante de Suecia y para apaciguar las preocupaciones protestantes en general por parte de todas las sectas, y el malestar generado por la religión en el país se calmó durante un tiempo una vez que el acuerdo estuvo en vigor, pero volvió a surgir renovado y más fuerte en 1594 debido a las acciones de Segismundo.
En 1595, el Riksdag de los Estados se reunió en Söderköping (por lo que a veces se le conoce como el Riksdag de Söderköping) y eligió al duque Carlos IX de Suecia como regente de Suecia en lugar de su sobrino católico Segismundo -aunque no depuso formalmente a Segismundo- porque había violado su acuerdo como rey electo y el de 1593 con el Sínodo de Uppsala y, en cambio, había defendido medidas católicas de contrarreforma, nombró a católicos para altos cargos y estableció escuelas católicas durante esta época de inestabilidad religiosa, todo ello en violación de su acuerdo con el Sínodo de 1593. La renovada controversia llegó a su punto álgido en 1594, lo que provocó que el Riksdag dejara de lado su autoridad, y toda la historia de Segismundo, con su pretensión al trono sueco, se convirtió en una sucesión de acontecimientos desencadenantes que condujeron a las siguientes siete décadas de guerra dinástica conocidas como las guerras polaco-suecas. Fue depuesto formalmente por el Riksens ständer de Linköping, el 24 de febrero de 1600, que declaró que había abdicado del trono. El mismo Riksdag aprobó la ejecución de ocho opositores de Carlos IX en la nobleza sueca por ser aliados del rey Segismundo.
A principios de la Edad Media era el puerto más importante de Suecia, situado en la confluencia de los ríos Storån y Lillån, y comerciaba sobre todo con Lubeck, principalmente con sal, textiles, mantequilla y cerveza. El encenagamiento acabó provocando su desaparición como centro comercial. Söderköping se encuentra en el extremo oriental del Canal Göta, un canal de 390 km de longitud inaugurado en 1832 para conectar Gotemburgo con el Mar Báltico por vía fluvial.

## Monumentos
Cerca del centro de la ciudad se encuentran dos iglesias construidas a principios del siglo XIII, la de San Lorenzo y la de Drothem.
Hoy en día, Söderköping es visitada por turistas extranjeros que realizan excursiones en barco por el Canal Göta y es un destino popular para los residentes de la zona. Una heladería a orillas del Canal Göta, Smultronstället, es una atracción muy conocida. Muchos aventureros se reúnen en Söderköping, ya que varias rutas de escalada se encuentran justo en el centro de la ciudad y el archipiélago está a pocos kilómetros. En otoño se organiza cada año el Söderköpings gästabud, un festival medieval.